# Agama kirkii
Espèce
Agama kirkii est une espèce de sauriens de la famille des Agamidae.

## Répartition
Cette espèce se rencontre au Mozambique, au Malawi, en Zambie, au Zimbabwe et au Botswana.
Sa présence est incertaine en Tanzanie.

## Description
Dans sa description Boulenger indique que le spécimen en sa possession, un mâle, mesure 209 mm dont 130 mm pour la queue. Son dos est olive avec un motif en réseau sombre entourant des ocelles claires et un collier noir. Sa face ventrale est blanchâtre avec des lignes sombres assez peu distinctes.

## Liste des sous-espèces
Selon The Reptile Database (29 mars 2012) :
- Agama kirkii fitzsimonsi Loveridge, 1950
- Agama kirkii kirkii Boulenger, 1885

## Étymologie
Cette espèce est nommée en l'honneur de John Kirk. La sous-espèce Agama kirkii fitzsimonsi est nommée en l'honneur de Vivian Frederick Maynard FitzSimons

## Publications originales
- Boulenger, 1885 : Catalogue of the lizards in the British Museum (Natural History) I. Geckonidae, Eublepharidae, Uroplatidae, Pygopodidae, Agamidae, Second edition, London, vol. 1, p. 1-436 (texte intégral).
- Loveridge 1950 : A new agamid lizard (Agama kirkii fitzsimonsi) from Southern Rhodesi. Proceedings of the Biological Society Washington, vol. 63, p. 127-130 (texte intégral).